# Randle Patrick McMurphy
Randle Patrick McMurphy – główny bohater powieści amerykańskiego pisarza Kena Keseya Lot nad kukułczym gniazdem, w adaptacji filmowej Miloša Formana postać tę odtwarzał Jack Nicholson.
Jeden z najlepszych przykładów antybohatera zarówno w literaturze, jak i w filmie.
McMurphy mając na celu wyłącznie realizację własnych interesów (udawanie wariata i odbycie odsiadki w szpitalu psychiatrycznym zamiast wykonywania ciężkich prac robotniczych), pomaga również innym pacjentom. Posiadając na nich spory wpływ sprawia, że ich codzienność przestaje być tak monotonna, a jego nieustanne spory z zimną i stanowczą siostrą oddziałową (siostra Ratched) całkowicie odmieniają życie szpitala.
Nieodpowiednie zachowanie McMurphy'ego w szpitalu zmusza jego opiekunów do przeprowadzenia na nim zabiegu lobotomii. Randle zostaje uduszony poduszką przez Wodza Bromdena, który nie może znieść widoku swojego przyjaciela, wcześniej symbolu walki z rygorem panującym w szpitalu, teraz zamienionego w nieświadomie wegetującą istotę.